# Per Jespersen
Per (Peder-) Mathias Jespersen (Olsen-) (Skien, 1888. március 29. – Oslo, 1964. július 13.) norvég olimpiai bajnok és ezüstérmes tornász.
Az 1906. évi nyári olimpiai játékokon indult tornában és összetett csapatversenyben aranyérmes lett.
Az 1908. évi nyári olimpiai játékokon tornában összetett csapatversenyben ezüstérmes lett és egyéni összetettben helyezés nélkül zárt.
Klubcsapata az Odd Grenland volt.